# Can't Get Enough (Barry White)
Can't Get Enough  è il terzo album del cantante statunitense Barry White, pubblicato nel 1974 dalla 20th Century Records.

## Storia
L'album fu il terzo dell'artista a raggiungere la vetta della classifica R&B. Lo stesso avvenne per la Billboard 200 ed ottenne il #4 della Official Albums Chart. L'album fu un successo, e raggiunse la top ten R&B con due singoli, Can't Get Enough of Your Love, Babe e You're the First, the Last, My Everything. Entrambe ebbero successo anche nella Billboard Hot 100, raggiungendo rispettivamente il #1 ed il #2. Entrambe furono anche delle hit nella Official Singles Chart, ottenendo rispettivamente il #8 e il #1. L'album è stato rimasterizzato in digitale e ristampato su CD nel 1996 dalla Island/Mercury Records.

## Tracce
1. Mellow Mood, Pt. 1 (Brock, Taylor, White) - 1:52
2. You're the First, the Last, My Everything (Radcliffe, Sepe, White) - 4:33
3. I Can't Believe You Love Me (White) - 10:17
4. Can't Get Enough of Your Love, Babe (White) - 4:30
5. Oh Love, Well We Finally Made It (White) - 3:50
6. I Love You More Than Anything (In This World Girl) (White) - 4:59
7. Mellow Mood, Pt. 2 (Brock, Taylor, White) - 1:22

## Classifiche
Album
| Anno | Album            | Posizione | Posizione | Posizione |
| Anno | Album            | US        | US R&B    | UK        |
| ---- | ---------------- | --------- | --------- | --------- |
| 1974 | Can't Get Enough | 1         | 1         | 4         |

Singoli
| Anno | Singolo                                     | Posizione | Posizione | Posizione | Posizione |
| Anno | Singolo                                     | US        | US R&B    | US Dance  | UK        |
| ---- | ------------------------------------------- | --------- | --------- | --------- | --------- |
| 1974 | "Can't Get Enough of Your Love, Babe"       | 1         | 1         | —         | 8         |
| 1974 | "You're the First, the Last, My Everything" | 2         | 1         | 2         | 1         |